# Gare d'Anbyon
La gare d'Anbyon (en coréen : 안변역) est une gare ferroviaire située à Anbyon-eup, dans l'arrondissement d'Anbyon et la province du Kangwon, en Corée du Nord. Elle est desservie par la ligne Kangwon, qui relie Kowon à Pyongyang ; elle constitue également le point de départ de la ligne Kumgangsan, qui mène à la région touristique des monts Kumgang et continue jusqu'à Jejin en Corée du Sud.

## Historique
La gare d'Anbyon, comme l'intégralité de l'ancienne ligne Gyeongwon, est ouverte par les Japonais le 16 août 1914. Le premier segment de la ligne Tonghae Pukpu (en), de Anbyon à Hupkok (en) (aujourd'hui appelé Myonggo), est ouvert le 1er septembre 1929. Après la partition de la Corée à la fin de la guerre du Pacifique, le segment de la ligne Tonghae Pukpu de Anbyon à Kamho se trouve en territoire nord-coréen et devient la ligne Kumgansan Chongnyon.

## Desserte
| Origine  | Arrêt précédent | Train | Train            | Train | Arrêt suivant | Destination                    |
| -------- | --------------- | ----- | ---------------- | ----- | ------------- | ------------------------------ |
| Kowon    | Paehwa          |       | Ligne Kangwŏn    |       | Namsan        | Pyonggang                      |
| Terminus | Terminus        |       | Ligne Kŭmgangsan |       | Ogye          | Jejin (en République de Corée) |